# Écuires
Écuires település Franciaországban, Pas-de-Calais megyében. Lakosainak száma 686 fő (2022. január 1.). Écuires Montreuil-sur-Mer, La Madelaine-sous-Montreuil, Wailly-Beaucamp, Beaumerie-Saint-Martin, Boisjean és Campigneulles-les-Petites községekkel határos.

## Népesség
A település népességének változása:
| Lakosok száma | 775  | 761  | 762  | 717  | 709  | 704  | 694  | 690  | 686  |
|               | 2013 | 2015 | 2016 | 2017 | 2018 | 2019 | 2020 | 2021 | 2022 |